# Budu Zivzivadze
Budu Zivzivadze (em georgiano:  ბუდუ ზივზივაძე; Kutaisi, 10 de março de 1994) é um jogador de futebol profissional georgiano que atua como atacante no Heidenheim e na seleção da Geórgia.
Budu é filho de Kakha Zivzivadze e Rusudan Gegeshidze e tem uma irmã mais velha. Ele recebeu seu nome em homenagem ao avô que faleceu cedo. Quando criança, ele frequentou aulas de xadrez e dança antes de escolher o futebol.

## Carreira
Aos 8 anos, Budu Zivzivadze entrou na escola de futebol Imedi em Kutaisi. Ele foi meio-campista durante os dois anos iniciais.
Em 2011, ele se transferiu ao Dinamo Tbilisi. Durante as quatro temporadas pelo clube, ele jogou principalmente pelo time reserva. Com 23 gols marcados em 21 partidas pelo equipe B em 2013–14, Zivzivadze se tornou o artilheiro do time. Ele fez sua estreia profissional com o time principal em 11 de setembro de 2014 em um jogo fora de casa contra o Metalurgi Rustavi, entrando no segundo tempo.
Em 2015, Zivzivadze foi contratado pelo Samtredia, também da primeira divisão, onde novamente foi artilheiro e desempenhou um papel crucial na conquista do primeiro título de campeão. Ele foi eleito o melhor jogador da temporada de 2016.
Budu assinou com o clube dinamarquês Esbjerg em janeiro de 2017, mas não jogou muito até ser emprestado ao Dinamo Tbilisi para a temporada de 2018. Ele teve um desempenho notável, marcando 28 gols pelo clube, dividindo o topo da artilharia. Além disso, ele foi incluído no time da temporada da Geórgia. Após retornar ao Esbjerg, o clube anunciou em 29 de janeiro de 2019 que ele havia saído, desta vez permanentemente, após seu contrato ter sido rescindido por consenso mútuo.
Dois dias depois, foi anunciado que ele havia se juntado novamente ao Torpedo Kutaisi. Zivzivadze foi nomeado pela competição como o melhor jogador da segunda parte do campeonato após marcar oito gols em nove jogos.
Em julho de 2019, ele assinou com o Mezőkövesd, clube da primeira divisão da Hungria.
Em 11 de fevereiro de 2022, Zivzivadze foi emprestado pelo Fehérvár ao Újpest até o final da temporada.
Em 31 de janeiro de 2023, o último dia da janela de transferências de inverno de 2022–23, Zivzivadze assinou com o Karlsruher, clube da segunda divisão da Alemanha até 2025. Seu contrato com o Fehérvár deveria terminar em junho.
Durante sua segunda temporada no Karlsruher, Zivzivadze marcou doze gols em 30 partidas da liga e se tornou o segundo artilheiro do time. O jogador melhorou seu próprio recorde em 2024–25 com o mesmo número de gols marcados em 17 jogos, o que o tornou o artilheiro da liga na metade da temporada.
Em 3 de janeiro de 2025, Zivzivadze assinou um contrato de quatro anos com o Heidenheim, da primeira divisão alemã.

### Carreira internacional
Zivzivadze fez sua estreia pela seleção da Geórgia em um amistoso contra o Uzbequistão em 23 de janeiro de 2017. Ele marcou seu primeiro gol pela seleção principal em 25 de março de 2022, o único gol em uma vitória amistosa por 1–0 contra a Bósnia e Herzegovina.
Em 21 de março de 2024, Zivzivadze marcou dois gols na vitória por 2–0 sobre Luxemburgo na repescagem das eliminatórias para a Eurocopa 2024, o que acabou ajudando a equipe a chegar à Eurocopa pela primeira vez em sua história. Ele foi novamente convocado e participou de duas partidas.

## Vida pessoal
Zivzivadze é casado com Nini Kvernadze. A filha deles nasceu durante a pandemia de COVID-19. Por esse motivo, Budu não conseguiu vê-la até que ela completasse seis meses de idade.

## Títulos
- Campeonato Georgiano: 2012–13, 2013–14, 2016[6]
- Copa da Geórgia: 2012–13, 2013–14[6]
- Supercopa da Geórgia: 2014–15, 2019[6]

Individual
- Jogador do Ano da Geórgia: 2016[22]
- Artilheiro do Campeonato Georgiano: 2016, 2018[23][24]